# Völkermühle Europas
Völkermühle Europas ist eine Metapher, die auf den Schriftsteller Carl Zuckmayer zurückgeht. Im Stück Des Teufels General lässt er die Hauptfigur, General Harras, sagen: Vom Rhein. Von der großen Völkermühle. Von der Kelter Europas! Dies bezieht sich darauf, dass die Rheinlande im Lauf der Geschichte immer wieder Drehscheibe, Durchzugsgebiet und Handelsroute vieler verschiedener Völker waren. Deshalb habe ein intensiverer Austausch stattgefunden als in anderen Gebieten.

## Zitat
In Des Teufels General kommt diese Metapher bei einem Gespräch zwischen Luftwaffengeneral Harras und Fliegerleutnant Hartmann zum ersten Mal vor, als sich Hartmann über seinen „Ariernachweis“ Gedanken macht, da seine Verlobte wegen einer Unklarheit in seinem Stammbaum die Verlobung gelöst hat, denn eine seiner Urgroßmütter scheint aus dem Ausland gekommen zu sein, während seine übrige Familie aus dem Rheinland stammt.
Harras entgegnet ihm wütend:

„Na, und was wissen Sie denn über die Seitensprünge der Frau Ururgroßmutter? Die hat doch sicher keinen Ariernachweis verlangt.“

Und er gibt ihm zu bedenken:

„… was kann da nicht alles vorgekommen sein in einer alten Familie. Vom Rhein – noch dazu. Vom Rhein. Von der großen Völkermühle. Von der Kelter Europas!“

Nach diesem Vergleich mit dem Weinbau fährt Harras ruhiger fort:

„Und jetzt stellen Sie sich doch mal Ihre Ahnenreihe vor – seit Christi Geburt. Da war ein römischer Feldhauptmann, ein schwarzer Kerl, braun wie ne reife Olive, der hat einem blonden Mädchen Latein beigebracht. Und dann kam ein jüdischer Gewürzhändler in die Familie, das war ein ernster Mensch, der ist noch vor der Heirat Christ geworden und hat die katholische Haustradition begründet. – Und dann kam ein griechischer Arzt dazu, oder ein keltischer Legionär, ein Graubündner Landsknecht, ein schwedischer Reiter, ein Soldat Napoleons, ein desertierter Kosak, ein Schwarzwälder Flözer, ein wandernder Müllerbursch vom Elsaß, ein dicker Schiffer aus Holland, ein Magyar, ein Pandur, ein Offizier aus Wien, ein französischer Schauspieler, ein böhmischer Musikant – das hat alles am Rhein gelebt, gerauft, gesoffen und gesungen und Kinder gezeugt – und – und der Goethe, der kam aus demselben Topf, und der Beethoven und der Gutenberg, und der Matthias Grünewald, und – ach was, schau im Lexikon nach. Es waren die Besten, mein Lieber! Die Besten der Welt! Und warum? Weil sich die Völker dort vermischt haben. Vermischt – wie die Wasser aus Quellen und Bächen und Flüssen, damit sie zu einem großen, lebendigen Strom zusammenrinnen. Vom Rhein – das heißt: vom Abendland. Das ist natürlicher Adel. Das ist Rasse. Seien Sie stolz darauf, Hartmann – und hängen Sie die Papiere Ihrer Großmutter in den Abtritt. Prost.“

## Herkunft
Zuckmayer könnte diesen Gedanken von Wilhelm Holzamer übernommen haben, der 1905 in einem rheinhessischen Charakterbild schrieb:

„In buntester Reihenfolge hatten Völker um Völker von dem fruchtbaren Lande Besitz genommen, in frühester Zeit die Kelten und Chatten, die Römer und Burgunder und Franken, und dann späterhin bis in die jüngste Vergangenheit die Schweden und Franzosen, die Spanier und Holländer, bis auch noch die Österreicher die verschiedensten Elemente ihrer Staatenmischung hierher verpflanzten. Das deutsche Element ist trotz alledem das überwiegende geblieben, aber die Raße hat durch diese verschiedenartigen Blutmischungen – man müßte ja auch noch die Vandalen und Hunnen, Zigeuner und Juden nennen – eine Beweglichkeit, ein Temperament, einen Elan und Charme bekommen, der sie vor allen deutschen Völkerstämmen auszeichnet.“

## Reaktionen
Josef Marein schrieb anlässlich der deutschen Erstaufführung vom 8. November 1947 in der Zeit:

„… stand das Publikum – dessen Reaktion zu verfolgen so ungemein aufschlußreich war – von Anfang an im Banne eines Werkes, das nicht nur hinreißend geformtes Theater, sondern streckenweise glutvollste Dichtung ist. Läßt Zuckmayer den General Harras doch Worte sagen, die tief und deutsch aus seinem, des Dichters eigenem Herzen klingen! Das Lob des Rheins, der „Landschaft der Völkermühle“, wo Goethe und Beethoven aufwuchsen, die Besten der Deutschen, die Besten der Welt! Tiefe Verhaltenheit im Publikum: Wie wohl das tut, einen wirklichen Dichter dies inmitten der Verachtung, die alles Deutsche heute umgibt, sagen zu hören! Sprach hier nicht ein Dichter, dessen Herz, obwohl er selbst Deutschland verlassen mußte, in der Heimat geblieben war?“

Ein Spiegel-Autor betrachtete das Thema 1955 dagegen kritisch distanziert:

„Schon lange, ehe er den General Harras diese Worte sprechen ließ, hatte Zuckmayer seinen Nackenheimer Mitbürgern recht drastisch erläutert, was er ursprünglich unter „natürlichem Adel“ und „Rasse“ der Rheinländer verstand, und zwar 1925 mit dem Volksstück „Der fröhliche Weinberg“. Im „Weinberg“ wurden die abendländischen Produkte der „Völkermühle“ auf eine Art beschrieben, die Nackenheims Bürger voller Entrüstung dem Autor noch jahrzehntelang nachgetragen haben.“

## Sonstiges
- Das Lied Traben-Trarbach des Kabarettisten Jürgen Becker verwendet eine ähnliche Allegorie: Es schildert, dass das Wasser des Rheins nur zu geringen Teilen Wasser ist, das von der Rheinquelle stammt, sondern zum größten Teil aus seinen Nebenflüssen.
- Willy Millowitsch trug Harras’ Monolog am 9. November 1992 bei Arsch huh, Zäng ussenander vor.[5][6]